# 전인권 (음반)
《전인권》은 1988년 서라벌레코드에서 발매한 대한민국의 음악가 전인권의 세 번째 정규 음반이자, 들국화 이후 발표한 첫 음반이다. 히트곡 〈돌고, 돌고, 돌고〉와 〈아직도〉를 포함해 총 10곡을 수록한 이 음반은 타이틀곡 〈파랑새〉를 첫 번째와 마지막 트랙에 중요하게 배치했다.

## 배경
수록곡 중 절반은 전인권이 들국화 활동 전후에 노래했던 곡의 리메이크 버전으로 채웠다. 조덕환 곡인 〈아침이 밝아올 때까지〉와 〈축복합니다〉, 허성욱과 함께했던 《1979-1987 추억 들국화》에 실린 〈사랑한 후에〉가 대표적이다. 또한 포크 그룹 따로 또 같이 활동 시절에 나동민이 작곡한 〈맴도는 얼굴〉을 〈헛사랑〉으로 제목을 바꿔 수록한 것도 이채롭다.

## 수록곡
| #   | 제목                     | 작사           | 작곡           | 편곡   | 재생 시간 |
| --- | ------------------------ | -------------- | -------------- | ------ | --------- |
| 1.  | 〈파랑새〉 (Inst.)       |                | 김효국         |        | 1:04      |
| 2.  | 〈사랑하고 싶어〉        | 전인권         | 전인권         |        | 5:53      |
| 3.  | 〈돌고, 돌고, 돌고〉     | 전인권         | 전인권         |        | 4:39      |
| 4.  | 〈사랑한 후에〉          | 전인권 (개사)  |                | 파랑새 | 6:07      |
| 5.  | 〈돛배를 찾아서〉        | 박구홍         | 방용성         |        | 5:00      |
| 6.  | 〈아침이 밝아올 때까지〉 | 조덕환         | 조덕환         |        | 5:04      |
| 7.  | 〈가을비〉               | 전인권         | 전인권         |        | 3:23      |
| 8.  | 〈헛사랑〉               | 이일호, 나동민 | 이일호, 나동민 |        | 4:14      |
| 9.  | 〈아직도〉               | 전인권         | 전인권         |        | 5:55      |
| 10. | 〈축복합니다〉           | 조덕환         | 조덕환         |        | 2:56      |
| 11. | 〈파랑새〉 (Reprise)     |                |                |        | 0:59      |